# 太田輝
太田 輝（おおた てる、1895年（明治28年）8月28日 - 1972年（昭和47年）11月30日）は、大日本帝国陸軍軍人。最終階級は陸軍主計少将。

## 経歴
1895年（明治28年）に東京府で生まれた。陸軍経理学校第10期主計候補生として1916年（大正5年）5月20日に卒業した。1939年（昭和14年）8月1日に陸軍主計大佐進級と同時に陸軍航空本廠第2課長に着任し、1940年（昭和15年）4月2日に陸軍航空本廠会計部長となった。同年8月1日に陸軍航空本部第9課長に転じ、1941年（昭和16年）11月に駐蒙軍経理部長に就任した。
1943年（昭和18年）8月2日に陸軍主計少将に進級し、11月1日に軍需省航空兵器総局第4局長に就任した。
1947年（昭和22年）11月28日、公職追放仮指定を受けた。